# Сексуална оријентација и родни идентитет у Уједињеним нацијама
Први документ који је предложен у Уједињеним нацијама а који се бавио сексуалном оријентацијом и родним идентитетом била је Декларација Уједињених нација о сексуалној оријентацији и родном идентитету, која је представљена 18. децембра, 2008. у Генералној скупштини Уједињених нација од стране Француске и Холандије и уз подршку Европске уније. Пошто документ није изгласан у Генералној скупштини предлагачи су га нудили на потписивање и годинама после тога , али документ још увек није прихваћен од већине земаља.
Јужноафричка Република је 17. јуна 2011. у Савету за људска права Уједињених нација предложила резолуцију којом ће се Високи комесар УН за људска права обавезати да направи извештај о положају ЛГБТ особа широм света. Ова резолуција је усвојена са 23 гласа за и 19 против, поставши прва резолуција неког тела УН која се бави сексуалном оријентацијом и родним идентитетом.

## Декларација
Декларација, која је испрва била замишљена као резолуција, одмах је изазвала противљење Организације исламске конференције. До сада је мање од половине чланица, укупно 85 држава, потписало декларацију, 57 држава је изразило противљење декларацији, док се остале државе нису изјашњавале. Пошто ниједан документ није изгласан у Генералној скупштини УН, предлагачи су оба документа оставили отворенима за даље потписивање.
Декларација осуђује насиље, злостављање, дискриминацију, искључивање, стигматизацију и предрасуде засноване за сексуалној оријентацији и родном идентитету. Такође, осуђује убијање и тортуру, арбитрарно хапшење, ускраћивање економских, социјалних и културних права по истим основама.
Декларација је хваљена као напредак у људским правима и због разбијања табуа у вези са говором о ЛГБТ правима у Уједињеним нацијама. Опоненти су наводили да је декларација покушај да се легитимишу истополне заједнице и бракови, усвајање деце од стране истополних парова, а неки су ишли дотле да су говорили да ће њоме бити легализована педофилија и други „чинови који су за жаљење“, и да укида право на религијско изражавање против хомосексуалног понашања.

### Потписници декларације
85 од 193 земље чланице Уједињених нација, је до сада потписало декларацију, укључујући и све чланице Европске уније.
Потписници декларације:
Африка
- Централноафричка Република
- Руанда
- Сејшели
- Сијера Леоне
- Јужноафричка Република

Америка
- Аргентина
- Боливија
- Бразил
- Канада
- Чиле
- Колумбија
- Костарика
- Куба
- Доминика
- Доминиканска Република
- Еквадор
- Ел Салвадор
- Гватемала
- Хондурас
- Мексико
- Никарагва
- Панама
- Парагвај
- Сједињене Америчке Државе
- Уругвај
- Венецуела

Азија
- Израел
- Јапан
- Монголија
- Непал
- Тајланд
- Источни Тимор

Европа
- Албанија
- Андора
- Јерменија
- Аустрија *
- Белгија *
- Босна и Херцеговина
- Бугарска *
- Хрватска
- Кипар *
- Чешка *
- Данска *
- Естонија *
- Финска *
- Француска * предлагач
- Грузија
- Немачка *
- Грчка *
- Мађарска *
- Исланд
- Ирска *
- Италија *
- Летонија *
- Лихтенштајн
- Литванија *
- Луксембург *
- Македонија
- Малта *
- Монако
- Црна Гора
- Холандија* предлагач
- Норвешка
- Пољска *
- Португал *
- Румунија *
- Сан Марино
- Србија
- Словачка *
- Словенија *
- Шпанија *
- Шведска *
- Швајцарска
- Украјина
- Уједињено Краљевство *

Океанија
- Аустралија
- Федералне Државе Микронезије
- Фиџи
- Маршалска Острва
- Науру
- Нови Зеланд
- Палау
- Самоа
- Тувалу
- Вануату

### Противници декларације
Изјаву противљења декларацији до сада је потписало 57 држава, чланица Уједињених нација.:
Противници декларације:
Африка
- Алжир
- Бенин
- Камерун
- Чад
- Комори
- Обала Слоноваче
- Џибути
- Египат
- Еритреја
- Етиопија
- Гамбија
- Гвинеја
- Кенија
- Либија
- Малави
- Мали
- Мауританија
- Мароко
- Нигер
- Нигерија
- Руанда
- Сенегал
- Сијера Леоне
- Сомалија
- Судан
- Свазиленд
- Танзанија
- Того
- Тунис
- Уганда
- Зимбабве

Америка
- Света Луција

Азија
- Авганистан
- Бахреин
- Бангладеш
- Брунеји
- Индонезија
- Иран
- Ирак
- Јордан
- Казахстан
- Кувајт
- Либан
- Малезија
- Малдиви
- Северна Кореја
- Оман
- Пакистан
- Катар
- Саудијска Арабија
- Сирија предлагач
- Таџикистан
- Туркменистан
- Уједињени Арапски Емирати
- Јемен

Океанија
- Соломонска Острва

## Резолуција Савета за људска права УН
Африка(13)
- Јужноафричка Република предлагач
- Ангола — Против
- Буркина Фасо — није гласала
- Камерун — Против
- Џибути — Против
- Габон — Против
- Гана — Против
- Либија — суспендована
- Мауританија — Против
- Маурицијус — За
- Нигерија — Против
- Сенегал — Против
- Уганда — Против
- Замбија — није гласала

Азија (13)
- Бахреин — Против
- Бангладеш — Против
- Кина — није гласала
- Јапан — За
- Јордан — Против
- Киргистан — није гласао
- Малезија — Против
- Малдиви — Против
- Јужна Кореја — За
- Пакистан — Против
- Катар — Против
- Саудијска Арабија — Против
- Тајланд — За

Источна Европа (6)
- Мађарска — За
- Пољска — За
- Молдавија — Против
- Русија — Против
- Словачка — За
- Украјина — За

Латинска Америка и Кариби (8)
- Аргентина — За
- Бразил — За
- Чиле — За
- Куба — За
- Еквадор — За
- Гватемала — За
- Мексико — За
- Уругвај — За

Западна Европа и остале државе (7)
- Белгија — За
- Француска — За
- Норвешка — За
- Шпанија — За
- Швајцарска — За
- Уједињено Краљевство — За
- САД — За